# Pueblo tagalo
El pueblo tagalo (en tagalo, Tagalog, en escritura baybayin: ᜋᜅᜆᜄᜎᜓ) es uno de los grupos etnolingústicos más numerosos e importantes en las Filipinas. Tienen una sociedad bien desarrollada debido a que su corazón cultural, Manila, es la capital de Filipinas. La mayoría de ellos habita (y son mayoría) en las regiones de Gran Manila y Calabarzón, en el sur de la isla de Luzón, aunque también son una importante comunidad en las provincias de Bulacán, Bataán, Zambales, Nueva Écija, Aurora, en Luzón Central. También en las islas Marinduque y Mindoro, de la región tagala sudoccidental.

## Etimología
El origen comúnmente aceptado para el endónimo «tagalog» es el término taga-ílog, que significa «gente [a lo largo] del río». Una teoría alternativa explica que el nombre se deriva de taga-álog, que significa «personas del vado» (el prefijo tagá- significa «proveniente de» o «nativo de»).
En 1821, el diplomático estadounidense Edmund Roberts llamó al tagalo «Tagalor» en sus memorias sobre su viaje a Filipinas.